# 747
|  | Per a altres significats, vegeu «Boeing 747». |

El 747 (DCCXLVII) fou un any comú començat en diumenge del calendari julià.

## Esdeveniments
- Arriba a Constantinoble un brot de pesta bubònica.[1]
- Un gran terratrèmol sacseja l'Orient Pròxim (data discutida).[2]

## Naixements
- Carlemany (data discutida)